# Апостольский викариат Макоку
 Апостольский викариат Макоку  (лат. Vicariatus Apostolicus Makokouensis) — апостольский викариат Римско-Католической церкви с центром в городе Макоку, Габон. Апостольский викариат Макоку подчиняется непосредственно Святому Престолу.

## История
19 марта 2003 года Римский папа Иоанн Павел II выпустил буллу «Omnium de fidelium», которой учредил апостольскую префектуру Макоку, выделив её из епархии Оема.
11 июля 2014 года Римский папа Франциск преобразовал апостольскую префектуру Макоку в апостольский викариат.

## Ординарии апостольского викариата
- епископ Joseph Koerber (19.03.2003 — по настоящее время)